# Dvosupnice
Dvosupnice (lat. Magnoliopsida, isto i dikotiledone biljke, Dicotyledonae) botanički je naziv za razred biljaka u koljenu Magnoliophyta. Dobije se tako da se nastavak -aceae u nazivu Magnoliaceae, zamijeni nastavkom -opsida.

## Obilježja
- sjemenka od 2 supke
- drvenaste i zeljaste biljke
- listovi su cjeloviti; razdvojeni i sastavljeni

## Opis
Dvosupnica je bilo koji pripadnik cvjetnica ili kritosjemenjača koji ima par listova ili supki u embriju sjemena. Postoji oko 175 000 poznatih vrsta dvosupnica. Najčešće vrtne biljke, grmlje i drveće te cvjetnice širokog lišća kao što su magnolije, ruže, geranije i božika su dvosupnice.
Dvosupnice obično također imaju cvjetne dijelove (čašice, latice, prašnike i tučkove) prema planu od četiri ili pet, ili više njih, iako postoje iznimke. Listovi su većinom s mrežastim žilama, što znači da žile koje provode vodu i hranu imaju mrežasti uzorak. U stabljici su žile obično raspoređene u kontinuirani prsten blizu površine stabljike. Oko 50 posto svih vrsta dvosupnica su drvenaste; pokazuju godišnje povećanje promjera stabljike kao rezultat proizvodnje novog tkiva od strane kambija, sloja stanica koje ostaju sposobne za diobu tijekom cijelog života ovih biljaka. Grananje stabljika je uobičajeno, kao i glavni korijen. Mikroskopske pore (stomati) na površini lišća obično su razbacane i različito usmjerene. Peludna zrnca obično imaju tri klicine brazde ili pore (trikolpatno stanje), osim u primitivnijim porodicama.

## Razdioba

### Nadredovi i redovi
U razred Magnoliopsida pripadaju nadredovi i redovi,
1. Nadred Amborellanae M.W. Chase & Reveal
  1. Amborellales Melikian
2. Nadred Asteranae Takht.
  1. Apiales Nakai
  2. Aquifoliales Senft
  3. Asterales Lindley
  4. Boraginales Berchtold & J. Presl
  5. Bruniales Dumortier
  6. Cornales Dumortier
  7. Dipsacales Dumortier
  8. Ericales Dumortier
  9. Escalloniales Doweld
  10. Garryales Lindley
  11. Gentianales Lindley
  12. Lamiales Bromhead
  13. Paracryphiales Reveal
  14. Solanales Dumortier
3. Nadred Austrobaileyanae Doweld ex M.W. Chase & Reveal
  1. Austrobaileyales Reveal
4. Nadred Berberidopsidanae Thorne & Reveal
  1. Berberidopsidales Doweld
5. Nadred Buxanae Takht. ex Reveal & Doweld
  1. Buxales Reveal
6. Nadred Caryophyllanae Takht.
  1. Caryophyllales Perleb
7. Nadred Ceratophyllanae Takht. ex Reveal & Doweld
  1. Ceratophyllales Bischoff
8. Nadred Dillenianae Takht. ex Doweld
  1. Dilleniales Hutchinson
9. Nadred Lilianae Takht.
  1. Acorales
  2. Alismatales
  3. Arecales
  4. Asparagales
  5. Commelinales
  6. Dasypogonales
  7. Dioscoreales
  8. Liliales
  9. Pandanales
  10. Petrosaviales
  11. Poales
  12. Zingiberales
10. Nadred Magnolianae Takht.
  1. Canellales Cronquist
  2. Chloranthales J. F. Leroy
  3. Laurales Perleb
  4. Magnoliales Bromhead
  5. Piperales Dumortier
11. Nadred Myrothamnanae Takht.
  1. Gunnerales Reveal
12. Nadred Nymphaeanae Thorne ex Reveal
  1. Nymphaeales Dumortier
13. Nadred Proteanae Takht.
  1. Proteales Dumortier
14. Nadred Ranunculanae Takht. ex Reveal
  1. Ranunculales Dumortier
15. Nadred Rosanae Takht.
  1. Brassicales Bromhead
  2. Celastrales Baskerville
  3. Crossosomatales Reveal
  4. Cucurbitales Dumortier
  5. Fabales Bromhead
  6. Fagales Engler
  7. Geraniales Dumortier
  8. Huerteales Doweld
  9. Malpighiales Martius
  10. Malvales Dumortier
  11. Myrtales Reichenbach
  12. Oxalidales Heinze
  13. Picramniales Hutchinson
  14. Rosales Perleb
  15. Sapindales Dumortier
  16. Vitales Reveal
  17. Zygophyllales Chalk.
16. Nadred Santalanae Thorne ex Reveal
  1. Santalales Dumortier
17. Nadred Saxifraganae Reveal
  1. Saxifragales Dumortier
18. Trochodendranae Takht. ex Reveal
  1. Trochodendrales Cronquist

Redovi s neizvjesnim položajem (5):
1. Balanophorales Dumortier, nije priznata
2. Capparales Huchinson, nije priznata
3. Icacinales van Tieghem
4. Metteniusales ex Takht.
5. Vahliales Doweld

#### Redovi s porodicama
- ordo Amborellales
  - familia Amborellaceae
- ordo Apiales
  - familia Apiaceae
  - familia Araliaceae
  - familia Griseliniaceae
  - familia Myodocarpaceae
  - familia Pennantiaceae
  - familia Pittosporaceae
  - familia Torricelliaceae
- ordo Aquifoliales
  - familia Aquifoliaceae
  - familia Cardiopteridaceae
  - familia Helwingiaceae
  - familia Phyllonomaceae
  - familia Stemonuraceae
- ordo Asterales
  - familia Alseuosmiaceae
  - familia Argophyllaceae
  - familia Asteraceae
  - familia Calyceraceae
  - familia Campanulaceae
  - familia Goodeniaceae
  - familia Menyanthaceae
  - familia Pentaphragmataceae
  - familia Phellinaceae
  - familia Rousseaceae
  - familia Stylidiaceae
- ordo Austrobaileyales
  - familia Austrobaileyaceae
  - familia Schisandraceae
  - familia Trimeniaceae
- ordo Berberidopsidales
  - familia Aextoxicaceae
  - familia Berberidopsidaceae
- ordo Boraginales
  - familia Boraginaceae Juss.
- ordo Brassicales
  - familia Akaniaceae
  - familia Bataceae
  - familia Brassicaceae
  - familia Bretschneideraceae
  - familia Capparaceae
  - familia Caricaceae
  - familia Cleomaceae
  - familia Emblingiaceae
  - familia Gyrostemonaceae
  - familia Koeberliniaceae
  - familia Limnanthaceae
  - familia Moringaceae
  - familia Pentadiplandraceae
  - familia Resedaceae
  - familia Salvadoraceae
  - familia Setchellanthaceae
  - familia Stixaceae →Resedaceae
  - familia Tovariaceae
  - familia Tropaeolaceae
- ordo Bruniales
  - familia Bruniaceae
  - familia Columelliaceae
- ordo Buxales
  - familia Buxaceae
  - familia Didymelaceae
- ordo Canellales
  - familia Canellaceae
  - familia Winteraceae
- ordo Caryophyllales
  - familia Achatocarpaceae
  - familia Aizoaceae
  - familia Amaranthaceae
  - familia Anacampserotaceae
  - familia Ancistrocladaceae
  - familia Asteropeiaceae
  - familia Barbeuiaceae
  - familia Basellaceae
  - familia Cactaceae
  - familia Caryophyllaceae
  - familia Didiereaceae
  - familia Dioncophyllaceae
  - familia Droseraceae
  - familia Drosophyllaceae
  - familia Frankeniaceae
  - familia Gisekiaceae
  - familia Halophytaceae
  - familia Kewaceae
  - familia Limeaceae
  - familia Lophiocarpaceae
  - familia Macarthuriaceae
  - familia Microteaceae
  - familia Molluginaceae
  - familia Montiaceae
  - familia Nepenthaceae
  - familia Nyctaginaceae
  - familia Petiveriaceae
  - familia Physenaceae
  - familia Phytolaccaceae
  - familia Plumbaginaceae
  - familia Polygonaceae
  - familia Portulacaceae
  - familia Rhabdodendraceae
  - familia Sarcobataceae
  - familia Simmondsiaceae
  - familia Stegnospermataceae
  - familia Talinaceae
  - familia Tamaricaceae
- ordo Celastrales
  - familia Celastraceae
  - familia Lepidobotryaceae
- ordo Ceratophyllales
  - familia Ceratophyllaceae
- ordo Chloranthales
  - familia Chloranthaceae
- ordo Cornales
  - familia Cornaceae
  - familia Curtisiaceae
  - familia Grubbiaceae
  - familia Hydrangeaceae
  - familia Hydrostachyaceae
  - familia Loasaceae
  - familia Nyssaceae
- ordo Crossosomatales
  - familia Aphloiaceae
  - familia Crossosomataceae
  - familia Geissolomataceae
  - familia Guamatelaceae
  - familia Stachyuraceae
  - familia Staphyleaceae
  - familia Strasburgeriaceae
- ordo Cucurbitales
  - familia Anisophylleaceae
  - familia Apodanthaceae
  - familia Begoniaceae
  - familia Coriariaceae
  - familia Corynocarpaceae
  - familia Cucurbitaceae
  - familia Datiscaceae
  - familia Tetramelaceae
- ordo Dilleniales
  - familia Dilleniaceae
- ordo Dipsacales
  - familia Adoxaceae
  - familia Caprifoliaceae
    - subfamilia Dipsacoideae

  - familia Diervillaceae →Caprifoliaceae
  - familia Linnaeaceae →Caprifoliaceae
- ordo Ericales
  - familia Actinidiaceae
  - familia Balsaminaceae
  - familia Clethraceae
  - familia Cyrillaceae
  - familia Diapensiaceae
  - familia Ebenaceae
  - familia Ericaceae
  - familia Fouquieriaceae
  - familia Lecythidaceae
  - familia Marcgraviaceae
  - familia Mitrastemonaceae
  - familia Pentaphylacaceae
  - familia Polemoniaceae
  - familia Primulaceae
  - familia Roridulaceae
  - familia Sapotaceae
  - familia Sarraceniaceae
  - familia Scytopetalaceae →Lecythidaceae
  - familia Sladeniaceae
  - familia Styracaceae
  - familia Symplocaceae
  - familia Tetrameristaceae
  - familia Theaceae
- ordo Escalloniales
  - familia Escalloniaceae
- ordo Fabales
  - familia Fabaceae
  - familia Polygalaceae
  - familia Quillajaceae
  - familia Surianaceae
- ordo Fagales
  - familia Betulaceae
  - familia Casuarinaceae
  - familia Fagaceae
  - familia Juglandaceae
  - familia Myricaceae
  - familia Nothofagaceae
  - familia Ticodendraceae
- ordo Garryales
  - familia Eucommiaceae
  - familia Garryaceae
- ordo Gentianales
  - familia Apocynaceae
  - familia Gelsemiaceae
  - familia Gentianaceae
  - familia Loganiaceae
  - familia Rubiaceae
- ordo Geraniales
  - familia Francoaceae
  - familia Geraniaceae
  - familia Melianthaceae →Francoaceae A. de Jussieu, 1832
  - familia Vivianiaceae →Francoaceae A. de Jussieu, 1832
- ordo Gunnerales
  - familia Gunneraceae
  - familia Myrothamnaceae
- ordo Huerteales
  - familia Dipentodontaceae
  - familia Gerrardinaceae
  - familia Petenaeaceae
  - familia Tapisciaceae
- ordo Icacinales
  - familia Icacinaceae
  - familia Oncothecaceae
- ordo Lamiales
  - familia Acanthaceae
  - familia Bignoniaceae
  - familia Byblidaceae
  - familia Calceolariaceae
  - familia Carlemanniaceae
  - familia Gesneriaceae
  - familia Lamiaceae
  - familia Lentibulariaceae
  - familia Linderniaceae
  - familia Martyniaceae
  - familia Mazaceae
  - familia Oleaceae
  - familia Orobanchaceae
  - familia Paulowniaceae
  - familia Pedaliaceae
  - familia Phrymaceae
  - familia Plantaginaceae
  - familia Plocospermataceae
  - familia Schlegeliaceae
  - familia Scrophulariaceae
  - familia Stilbaceae
  - familia Tetrachondraceae
  - familia Thomandersiaceae
  - familia Verbenaceae
- ordo Laurales
  - familia Atherospermataceae
  - familia Calycanthaceae
  - familia Gomortegaceae
  - familia Hernandiaceae
  - familia Lauraceae
  - familia Monimiaceae
  - familia Siparunaceae
- ordo Magnoliales
  - familia Annonaceae
  - familia Degeneriaceae
  - familia Eupomatiaceae
  - familia Himantandraceae
  - familia Magnoliaceae
  - familia Myristicaceae
- ordo Malpighiales
  - familia Achariaceae
  - familia Balanopaceae
  - familia Bonnetiaceae
  - familia Calophyllaceae
  - familia Caryocaraceae
  - familia Centroplacaceae
  - familia Chrysobalanaceae
  - familia Clusiaceae
  - familia Ctenolophonaceae
  - familia Dichapetalaceae
  - familia Elatinaceae
  - familia Erythroxylaceae
  - familia Euphorbiaceae
  - familia Euphroniaceae
  - familia Goupiaceae
  - familia Humiriaceae
  - familia Hypericaceae
  - familia Irvingiaceae
  - familia Ixonanthaceae
  - familia Lacistemataceae
  - familia Linaceae
  - familia Lophopyxidaceae
  - familia Malesherbiaceae →Passifloraceae
  - familia Malpighiaceae
  - familia Medusagynaceae →Ochnaceae
  - familia Ochnaceae
  - familia Pandaceae
  - familia Passifloraceae
  - familia Peraceae
  - familia Phyllanthaceae
  - familia Picrodendraceae
  - familia Podostemaceae
  - familia Putranjivaceae
  - familia Quiinaceae →Ochnaceae
  - familia Rafflesiaceae
  - familia Rhizophoraceae
  - familia Salicaceae
  - familia Trigoniaceae
  - familia Turneraceae →Passifloraceae
  - familia Violaceae
- ordo Malvales
  - familia Bixaceae
  - familia Cistaceae
  - familia Cytinaceae
  - familia Diegodendraceae →Bixaceae
  - familia Dipterocarpaceae
  - familia Malvaceae
  - familia Muntingiaceae
  - familia Neuradaceae
  - familia Sarcolaenaceae
  - familia Sphaerosepalaceae
  - familia Thymelaeaceae
- ordo Metteniusales
  - familia Metteniusaceae
- ordo Myrtales
  - familia Alzateaceae
  - familia Combretaceae
  - familia Crypteroniaceae
  - familia Lythraceae
  - familia Melastomataceae
  - familia Myrtaceae
  - familia Onagraceae
  - familia Penaeaceae
  - familia Vochysiaceae
- ordo Nymphaeales
  - familia Cabombaceae
  - familia Hydatellaceae
  - familia Nymphaeaceae
- ordo Oxalidales
  - familia Brunelliaceae
  - familia Cephalotaceae
  - familia Connaraceae
  - familia Cunoniaceae
  - familia Elaeocarpaceae
  - familia Huaceae
  - familia Oxalidaceae
- ordo Paracryphiales
  - familia Paracryphiaceae
- ordo Picramniales
  - familia Picramniaceae
- ordo Piperales
  - familia Aristolochiaceae
  - familia Hydnoraceae
  - familia Piperaceae
  - familia Saururaceae
- ordo Proteales
  - familia Nelumbonaceae
  - familia Platanaceae
  - familia Proteaceae
  - familia Sabiaceae
- ordo Ranunculales
  - familia Berberidaceae
  - familia Circaeasteraceae
  - familia Eupteleaceae
  - familia Lardizabalaceae
  - familia Menispermaceae
  - familia Papaveraceae
  - familia Ranunculaceae
- ordo Rosales
  - familia Barbeyaceae
  - familia Cannabaceae
  - familia Dirachmaceae
  - familia Elaeagnaceae
  - familia Moraceae
  - familia Rhamnaceae
  - familia Rosaceae
  - familia Ulmaceae
  - familia Urticaceae
- ordo Santalales
  - familia Aptandraceae →Olacaceae
  - familia Balanophoraceae
  - familia Coulaceae →Olacaceae
  - familia Erythropalaceae →Olacaceae
  - familia Loranthaceae
  - familia Misodendraceae
  - familia Octoknemaceae →Olacaceae
  - familia Olacaceae
  - familia Opiliaceae
  - familia Santalaceae
  - familia Schoepfiaceae
  - familia Strombosiaceae  →Olacaceae
  - familia Ximeniaceae →Olacaceae
- ordo Sapindales
  - familia Anacardiaceae
  - familia Biebersteiniaceae
  - familia Burseraceae
  - familia Kirkiaceae
  - familia Meliaceae
  - familia Nitrariaceae
  - familia Rutaceae
  - familia Sapindaceae
  - familia Simaroubaceae
- ordo Saxifragales
  - familia Altingiaceae
  - familia Aphanopetalaceae
  - familia Cercidiphyllaceae
  - familia Crassulaceae
  - familia Cynomoriaceae
  - familia Daphniphyllaceae
  - familia Grossulariaceae
  - familia Haloragaceae
  - familia Hamamelidaceae
  - familia Iteaceae
  - familia Paeoniaceae
  - familia Penthoraceae
  - familia Peridiscaceae
  - familia Saxifragaceae
  - familia Tetracarpaeaceae
- ordo Solanales
  - familia Convolvulaceae
  - familia Hydroleaceae
  - familia Montiniaceae
  - familia Solanaceae
  - familia Sphenocleaceae
- ordo Trochodendrales
  - familia Trochodendraceae
- ordo Vahliales
  - familia Vahliaceae
- ordo Vitales
  - familia Vitaceae
- ordo Zygophyllales
  - familia Krameriaceae
  - familia Zygophyllaceae

### Cronquist
Arthur Cronquist (Cronquistov sustav) podijelio ih je 1988. na 6 podrazreda:
- Magnoliidae
- Hamamelidae
- Caryophyllidae
- Dilleniidae
- Rosidae
- Asteridae

### Tahtadžjan
1997. Tahtadžjanov sustav (Armen Tahtadžjan) podjele dvosupnica je na 11 podrazreda:
- Magnoliidae
- Nymphaeidae
- Nelumbonidae
- Ranunculidae
- Caryophyllidae
- Hamamelididae
- Dilleniidae
- Rosidae
- Cornidae
- Asteridae
- Lamiidae

### Thorne
Robert F. Thorne uveo je 1992. novi sustav podjele vaskularnih biljaka, a dvosupnice dijeli u 19 nadreda. Srodni redovi smješteni su u podrazrede kao nadredovi, a srodne porodice pojedinih redove u podrede.
Nadredovi:
1. Magnolianae
2. Nymphaeanae
3. Rafflesianae
4. Caryophyllanae
5. Dillenianae
6. Celastranae
7. Malvanae
8. Violanae
9. Santalanae
10. Geranianae
11. Rutanae
12. Proteanae
13. Rosanae
14. Aralianae
15. Asteranae
16. Solananae
17. Loasanae
18. Myrtanae
19. Lamianae